# 白水乡 (安岳县)
白水乡，是中华人民共和国四川省资阳市安岳县曾经下辖的一个乡。2019年12月，撤销白水乡，将其所属行政区域划归龙台镇管辖。

## 行政区划
白水乡撤销前下辖以下地区：
飞山村、舒适村、龙头村、滑狮村、金马村、真武村、慈惠村、水英村、西禅村和龙尾村。